# Creatonotos albina
Creatonotos albina là một loài bướm đêm thuộc phân họ Arctiinae, họ Erebidae.